# Croix de La Digne-d'Aval
La croix de La Digne-d'Aval est une croix construite au XIVe siècle et située à La Digne-d'Aval, en France.

## Localisation
La croix est située sur la commune de La Digne-d'Aval, dans le département français de l'Aude. Elle est intégrée dans le mur d'enceinte du cimetière, à l'angle sud-ouest.

## Historique
L'édifice est inscrit au titre des monuments historiques en 1948,.